# Sanremo Tennis Cup 2007
Il Sanremo Tennis Cup 2007 è stato un torneo di tennis facente parte della categoria ATP Challenger Series nell'ambito dell'ATP Challenger Series 2007. Il torneo si è giocato a Sanremo in Italia dal 14 al 20 maggio 2007 su campi in terra rossa.

## Vincitori

### Singolare
Francesco Aldi ha battuto in finale  Fabio Fognini con il punteggio di 7–5, 6(4)–7, 6–4

### Doppio
Sanchai Ratiwatana /  Sonchat Ratiwatana hanno battuto in finale  Steve Darcis /  Stefan Wauters con il punteggio di 7–6(3), 6–3